# Національний музей Республіки Татарстан
Національний музей Республіки Татарстан (тат. Татарстан Республикасы Милли музее) — науково-дослідна та культурно-освітня установа, провідний музейний центр Татарстану і один з найбільших культурно-історичних музеїв у Поволжі.

## Історія
Ідея створення в Казані публічного музею виникла в середовищі викладачів  Казанського університету, що має великі краєзнавчі та наукові колекції. В кінці  1870-х років професором  Миколи Загоскіна на засіданнях Товариства археології, історії та етнографії при Імператорському Казанському університеті (ОАІЕ) піднімалося питання про створення міського музею
|  | З початку 1879 року члени Товариства стали займатися підготовкою відкриття у місті Казані публічного музею для наочного ознайомлення з минулим і сьогоденням, побутом місцевого краю. Казанські губернські відомості. - 21 березня 1879 року. |

Однак музей, створений Товариством, не став публічним:
|  | Розташовуючись в одній невеликій і низькою кімнаті разом з бібліотекою і архівом, - він представляє собою склад різних археологічних та етнографічних предметів, скупчених у вітринах, шафах і ящиках, не тільки недоступний в такому вигляді для публіки, але навіть і для наукових занять членів Товариства. Звіт Василя Флоринського про музеї ОАІЕ за 1882 рік. |

При проведенні Казанської ремісничої та сільськогосподарської виставки 1886 року, членами організувавшого її Казанського відділення Російського Технічного товариства на засіданні 31 серпня 1886 року обговорили музейний проєкт директора Казанського реального училища Олександра Орлова . За участю гласного губернського Земства та Міської думи, члена ОАІЕ, професора Казанського університету Миколи Осокіна проєкт Міського педагогічного музею був схвалений Міською думою.
Всеросійська науково-промислова виставка, що пройшла в Казані з 15 (27) травня по 16 (28) вересня 1890 року, значно окупилася і дала місту ряд унікальних експонатів. Казанський міський голова Сергій Дьяченко у своїй промові на урочистому її закритті звернувся із закликом надати допомогу справі організації міського музею. Городянам представилася можливість представити музею приватні, університетські та громадські зібрання історичних старожитностей.
Новий проєкт та статут музею написав Рафаїл Ризположенський. У травні 1891 року на засіданні Казанської міської думи обрали Комісію з організації музею. Була проведена підписка по збору коштів на облаштування музею, яка дала більше 5000 рублів. Кошти надали відомі в Казані купці і промисловці В. І. Алафузов, П. В. Щетінкін, Ф. Я. Шамов, В. В. Александров, М. Т. Атлашкін, В. Є. Соломін, М. С. Королькова та інші. Завдяки великому дару О. С. Александрової-Гейнс (500 000 рублів сріблом, з вимогою, щоб музей розташовувався на Воскресенській вулиці) було вирішено облаштувати для музею будівлю Гостинного двору.
Основу музейної колекції склало велике 40-тисячне зібрання казанського археолога, історика, колекціонера Андрія Лихачова, передане місту для майбутнього музею його братом — віце-адміралом Іваном Ліхачовим у 1891 році.
Статут музею був затверджений у 1894 році, а його урочисте відкриття відбулося 5 квітня 1895 року.
На відкритті міського музею були присутні професори, викладачі та студенти Казанського університету і ветеринарного інституту, члени Міської думи, губернатор Казанської губернії Петро Полторацький, попечитель Казанського навчального округу В. А. Попов та багато інших чиновників, архімандрит Філарет та інші священики, представники багатьох міських середніх навчальних закладів та самі засновники музею.
Біля витоків формування перших музейних колекцій також стояли вчені Казанського університету: Антон Штукенберг, Микола Загоскін, П. І. Кротов, Н. Ф. Висоцький, Микола Катанов та інші. Активно поповнювали фонди музею казанські колекціонери і меценати: Василь Заусайлов, О. С. Александрова-Гейнс, Р. Галєєв (Баруді), Д. І. Образцов та інші.
Музей розташовувався на першому та другому поверхах Гостинного двору і спочатку складався з чотирьох відділів: навчального, історико-етнографічного, природно-історичного Музею імені А. Ф. Лихачова (для «Музею А. Ф. Лихачова» було створено особливе піклування, в яке входили міський голова, гласні міської думи і представник роду Лихачових). Директорами відділів стали професори Казанського університету, а першим головою Ради музею (директором музею) був обраний міський голова С. В. Дяченко.
За роки існування музею неодноразово змінювалася його назва: з 1918 року — Губернський музей, з 1921 року — Центральний музей АТРСР (Татарської АРСР), з 1944 року — Державний музей ТАРСР, з 1982 року — Державний об'єднаний музей ТАРСР (РТ), з 2001 року — Національний музей Республіки Татарстан.

## Фонди музею
Сучасні фонди музею налічують понад 805 400 одиниць зберігання, з них 580 085 предметів основного фонду. Вони системно охоплюють всю краєзнавчу тематику, представляючи цінність для вивчення історії народів Поволжя та Приуралля.
Структура фондів:
- Фонд археології — 246 257 ед.
- Фонд речових джерел (включаючи колекцію порцеляни і фаянсу) — 12 200 од.
- Фонд етнографії — 15 000 од.
- Фонд дорогоцінних металів — 4 050 од.
- Фонд зброї — 915 од.
- Фонд нумізматики — 109 457 од.
- Фонд писемних джерел — 130 000 од.
- Фонд архіву діячів татарської культури — 30 000 од.
- Фонд рідкісної книги — 22 000 од.
- Фонд образотворчих матеріалів — 73 од. 877
- Фотофонд — 40 000 од.
- Фонд негативів — 42 000 од.
- Фонд природної історії — понад 7 000 од.

Найбільш цінні (унікальні) колекції:
- Булгарська колекція А. Ф. Лихачова — 3080 од.
- Колекція розкопок Ананьїнських могильників — 800 од.
  - Стели Ново-Мордовського могильника — 3 од.
- Єгипетська колекція — 250 од.
- Антична колекція — 420 од.
- Колекція золотих монет — 401 од.
- Колекція древніх сувоїв XVII століття — більше 20 од.
- Колекція рукописних книг XV—XX століть — 88 од.
- Східна нумізматична колекція — близько 90 000 од.
- Колекція меморіальних речей діячів татарської літератури — 20 од.
- Колекція декоративно-прикладного мистецтва казанських татар — 3500 од.
- Меморіальна колекція Гаврила Державіна — 8 од.
- Колекція колібрі — 36 од.
- Колекція американських горобцеподібних — 41 од.
- Колекція пам'яток історичної таксидермії — більше 150 од.

## Музейний комплекс
Музей займає будівлю колишнього казанського Гостинного двору, яка є пам'яткою архітектури та історії федерального значення. Його архітектурний вигляд почав формуватися на початку XIX століття, згодом будівля неодноразово реконструювалося, сучасний вигляд склався після реставрації 1990-х років.
У даний час музей має у своєму розпорядженні наступі площі:
- експозиційно-виставкової — 5206 м2
- тимчасових виставок — 1200 м2
- фондосховищ — 6015 м2

## Діяльність музею
В музеї працюють 348 співробітників, з них 79 наукових. Науково-дослідницька діяльність музею здійснюється, головним чином, у сфері історії, природознавства, етнографії та літератури.
З 1939 року в музеї діє Вчена рада. Крім того, в музеї працюють науково-методична та експозиційна рада, Рада об'єднання та інші структури, що дозволяють координувати різні види діяльності музею та об'єднання. Під їх егідою проводяться традиційні науково-практичні конференції, читання, «Краєзнавчі середовища».
У 2001 році Кабінетом Міністрів Республіки Татарстан була затверджена концепція, згідно з якою на базі музею передбачається створення великого культурно-педагогічного центру, який передбачає об'єднання діяльності музейних клубів і гуртків. Реалізований проєкт реконструкції НМ РТ передбачає створення експозиції на площі, що перевищує 6000 м2.
У 2006 році проєкт «Музика музею», представлений НМ РТ, став переможцем конкурсу «Мінливий музей у мінливому світі» в номінації «Музейні дослідження».

### Щорічні музейні заходи
- 7 січня — «Світле Воскресіння»
- c 8 по 15 лютого — Святкування Масниці в НМ РТ
- 15 лютого — День оригіналу
- 8 березня — Міжнародний жіночий день в НМ РТ
- c 1 по 5 квітня — Дні дарувань НМ РТ
- 5 квітня — пам'ятна дата відкриття музею
- 18 травня — Міжнародний день музеїв
- 1 червня — Міжнародний день захисту дітей в НМ РТ
- з 2 по 23 червня — Музейне заняття «Сабантуй»
- 30 серпня — День Республіки Татарстан

## Філії музею
У 1981—2005 роках музей був головним у музейному об'єднання, куди входило понад 80 музеїв республіки.
У зв'язку з реформуванням, Національний музей РТ зараз має 10 філій та відділів у Казані, а також філія в Верхнеуслонському і відділ в Камсько-Устьїнському районах. Крім того, НМ РТ є найбільшим науковим і методичним центром для філій та понад 400 громадських музеїв республіки незалежно від їх відомчої приналежності.
Філії НМ РТ:
- Музей Саліха Сайдашева
- Літературно-меморіальний музей Максима Горького
- Музей Євгенія Боратинського
- Музей історії татарської літератури з меморіальною квартирою Шаріфа Камала
- Музей музичної культури Республіки Татарстан
- Музей-меморіал Великої Вітчизняної війни 1941—1945 років
- Музей-квартира Назіба Жиганова
- Музей Янки Купали в селі Печищи

Структурні підрозділи НМ РТ на правах відділів:
- Будинок-музей В. І. Леніна
- Літературний музей Габдулли Тукая
- Музей-квартира Муси Джаліля
- Музей Каюма Насирі
- Музей Л. Н. Толстого
- Музей О. М. Горького в селі Красновидово